# Zorakan
Zorakan – wieś w Armenii, w prowincji Tawusz. W 2011 roku liczyła 891 mieszkańców.